# Cerro de la Calavera
El Cerro de la calavera es un viejo cerro, muy diminuto y olvidado, que se localiza en Tlalnepantla, casi colindando con Ecatepec de Morelos, abajo de las faldas del Cerro Petlecatl. Su uso es urbano; está completamente rodeado de casas excepto una parte que hace honor a su nombre. En esa parte del cerro sería imposible de habitar por la forma ya gastada y deformada. En esa parte del cerro se ve la forma de un cráneo humano, una calavera pintada tiempo después de blanco que se ve llegando por la autopista México-Pachuca. A pesar de que las edificaciones son ya viejas, es una zona muy limpia y agradable.

## Colonias
Sobre el cerro de la calavera se encuentran colonias como:
- División del norte, al norte del cerro.
- Marina Nacional, al sur del cerro.

## Ubicación
- Al norte se encuentra la colonia Urbana Ixhuatepec.
- Al sur se encuentra con la colonia  La Laguna Ixhuatepec.
- Al este se encuentra con la colonia Industrial Xalostoc.
- Al oeste se encuentra con Colinas de San José.

## Vías de Comunicación
Algunas avenidas importantes sobre el cerro son:
- Av. Emiliano Zapata
- Av. Adolfo López Mateos
- Av. Necaxa
- Av. Risco